# Live! Vampires
Live! Vampires è un live album degli L.A. Guns, uscito il 16 marzo 1992 per l'etichetta discografica Alex Records. Fu pubblicato solo in Giappone.

## Tracce
1. Kiss My Love Goodbye (Cripps, Diamond, Guns, Lewis, Nickels, Riley)
2. Wild Obsession (Cripps, Guns, Lewis, Nickels, Riley)
3. Dirty Luv (Cripps, Guns, Lewis, Nickels, Riley)
4. Rip And Tear (Cripps, Guns, Lewis, Nickels, Riley)
5. One More Reason (Black, Guns, Lewis)
6. Some Lie 4 Love (Cripps, Guns, Lewis, Nickels, Riley)
7. It's Over Now [outtake] (Cripps, Guns, Lewis, Nickels, Riley, Vallence)
8. Crystal Eyes [outtake] (Cripps, Guns, Lewis, Nickels, Riley)

## Formazione
- Phil Lewis - voce
- Tracii Guns - chitarra
- Mick Cripps - chitarra
- Kelly Nickels - basso
- Steve Riley - batteria